# Crepis macedonica
Crepis macedonica là một loài thực vật có hoa trong họ Cúc. Loài này được Kitan. mô tả khoa học đầu tiên năm 1950.